# Grigorj Veritjev
Grigorj Veritjev, född den 4 april 1957 i Kungur, Ryssland, död 25 maj 2006 i Tjeljabinsk, var en sovjetisk judoutövare.
Han tog OS-brons i herrarnas tungvikt i samband med de olympiska judotävlingarna 1988 i Seoul.